# 国際連合安全保障理事会決議307
国際連合安全保障理事会決議307（こくさいれんごうあんぜんほしょうりじかいけつぎ307、英: United Nations Security Council Resolution 307）は、1971年12月21日に国際連合安全保障理事会で採択された決議である。インド亜大陸の情勢に関係する。
安保理は、インドとパキスタンの声明を聴取した上で、ジャンムー・カシミール州の停戦ラインを尊重して撤退することが可能になるまで、恒久的な停戦を遵守するように要請した。
また、避難民の帰郷と苦痛の緩和、生活再建への国際的な支援を求め、国際連合事務総長に対して、事態の動向について引き続き報告するように要求した。
決議307は、賛成13、反対0、棄権2（ポーランド、ソビエト連邦）で採択された。